# شاشالاكا رمادي الرأس
شاشالاكا رمادي الرأس (الاسم العلمي: Ortalis cinereiceps) هو نوع من الطيور يتبع جنس الشاشالاكا من فصيلة القرازية.